# Котешко око
Котешките очи са малки цилиндрични стъклени тела с диаметър между 10 и 20 mm със сферична огледална задна страна и сферична предна страна. Подобно на очите на котка или друго активно през нощта животно, те рефлектират светлината независимо от къде идва в същата посока. Това са рефлектори от миналото. Има по-нови технически средства.
Тези отражатели са създадени от англичанина Пърси Шоу през 1934 г. на основата на наблюденията му на нощни животни.
Поради това, че отражението на светлината се извършва под същия ъгъл от който пада светлината няма опасност отразен от котешкото око лъч да попадне в наблюдател на друго място. Този вид отражатели не се произвеждат.
При животни, които са активни в тъмното има един допълнителен слой зад ретината, който отразява попадналата светлина (образ) и по този начин тя преминава повторно през светлочувствителните клетки. Увеличава се общото количество светлинен поток. Това е и причината за „светенето“ на очите на животните през нощта.